# Mario Jurić

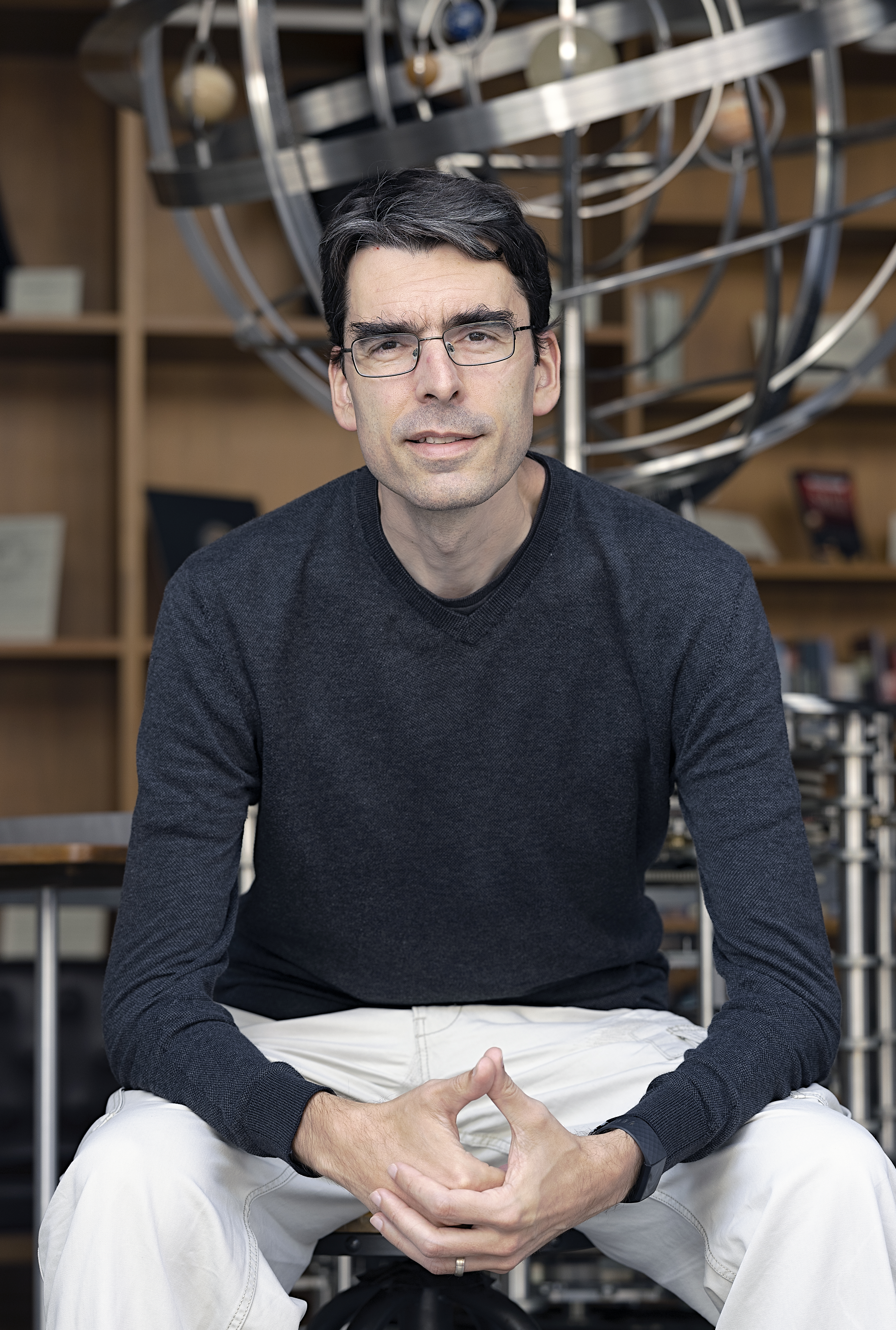
Mario Jurić

| Odkryte planetoidy: 125 | Odkryte planetoidy: 125 |
| ----------------------- | ----------------------- |
| (12930) 1999 TJ6        | 2 października 1999     |
| (13408) Deadoklestic    | 10 października 1999    |
| (14215) 1999 TV6        | 6 października 1999     |
| (14687) 1999 YR13       | 30 grudnia 1999         |
| (15055) 1998 YS9        | 25 grudnia 1998         |
| (15458) 1998 YW9        | 25 grudnia 1998         |
| (15459) 1998 YY9        | 25 grudnia 1998         |
| (15542) 2000 DN3        | 28 lutego 2000          |
| (15995) 1998 YQ9        | 25 grudnia 1998         |
| (16082) 1999 TR5        | 2 października 1999     |
| (18173) 2000 QD8        | 25 sierpnia 2000        |
| (18758) 1999 HD2        | 19 kwietnia 1999        |
| (19705) 1999 TR10       | 7 października 1999     |
| (19706) 1999 TU11       | 10 października 1999    |
| (21803) 1999 TC7        | 6 października 1999     |
| (21805) 1999 TQ9        | 8 października 1999     |
| (21806) 1999 TE14       | 10 października 1999    |
| (21807) 1999 TH14       | 10 października 1999    |
| (22896) 1999 TU6        | 6 października 1999     |
| (22897) 1999 TH7        | 6 października 1999     |
| (22899) Alconrad        | 11 października 1999    |
| (23156) 2000 DM3        | 28 lutego 2000          |
| (23971) 1998 YU9        | 25 grudnia 1998         |
| (25359) 1999 TW11       | 10 października 1999    |
| (25360) 1999 TK14       | 10 października 1999    |
| (26536) 2000 DL3        | 27 lutego 2000          |
| (28404) 1999 TQ5        | 1 października 1999     |
| (28515) 2000 DK3        | 27 lutego 2000          |
| (29833) 1999 FJ         | 16 marca 1999           |
| (31394) 1998 YX9        | 25 grudnia 1998         |
| (33428) 1999 DO3        | 18 lutego 1999          |
| (33429) 1999 DL4        | 23 lutego 1999          |
| (33531) 1999 HG2        | 20 kwietnia 1999        |
| (33795) 1999 TR6        | 6 października 1999     |
| (34124) 2000 QS         | 22 sierpnia 2000        |
| (34136) 2000 QF6        | 24 sierpnia 2000        |
| (34171) 2000 QZ34       | 26 sierpnia 2000        |
| (35762) 1999 HF2        | 20 kwietnia 1999        |
| (36181) 1999 TT10       | 8 października 1999     |
| (36456) 2000 QC8        | 25 sierpnia 2000        |
| (36457) 2000 QF8        | 25 sierpnia 2000        |
| (36458) 2000 QO8        | 25 sierpnia 2000        |
| (38063) 1999 FH         | 16 marca 1999           |
| (38456) 1999 TO6        | 6 października 1999     |
| (38457) 1999 TJ9        | 7 października 1999     |
| (38460) 1999 TH13       | 7 października 1999     |
| (40748) 1999 TO5        | 1 października 1999     |
| (40749) 1999 TP6        | 6 października 1999     |
| (40750) 1999 TA7        | 6 października 1999     |
| (40751) 1999 TD7        | 6 października 1999     |
| (40752) 1999 TO7        | 7 października 1999     |
| (40753) 1999 TK8        | 6 października 1999     |
| (40754) 1999 TM8        | 6 października 1999     |
| (40755) 1999 TO8        | 6 października 1999     |
| (40756) 1999 TQ8        | 7 października 1999     |
| (40762) 1999 TL14       | 11 października 1999    |
| (42926) 1999 TJ7        | 6 października 1999     |
| (43332) 2000 QG6        | 28 sierpnia 2000        |
| (44533) 1998 YN9        | 24 grudnia 1998         |
| (44534) 1998 YZ9        | 25 grudnia 1998         |
| (44713) 1999 TP5        | 1 października 1999     |
| (44718) 1999 TP8        | 7 października 1999     |
| (44719) 1999 TP9        | 8 października 1999     |
| (44720) 1999 TS9        | 8 października 1999     |
| (44722) 1999 TQ10       | 6 października 1999     |
| (44726) 1999 TT14       | 7 października 1999     |
| (45599) 2000 DJ3        | 27 lutego 2000          |
| (47081) 1998 YV9        | 25 grudnia 1998         |
| (47165) 1999 TM14       | 11 października 1999    |
| (49446) 1998 YO9        | 25 grudnia 1998         |
| (49595) 1999 FG         | 16 marca 1999           |
| (49680) 1999 TN9        | 25 grudnia 1998         |
| (50415) 2000 DL2        | 24 lutego 2000          |
| (56820) 2000 QK8        | 26 sierpnia 2000        |
| (59474) 1999 HK2        | 20 kwietnia 2000        |
| (59475) 1999 HN2        | 19 kwietnia 2000        |
| (60003) 1999 TM7        | 7 października 1999     |
| (60005) 1999 TW15       | 7 października 1999     |
| (66663) 1999 TV8        | 6 października 1999     |
| (66664) 1999 TB9        | 7 października 1999     |
| (66665) 1999 TC9        | 7 października 1999     |
| (66666) 1999 TL9        | 7 października 1999     |
| (66668) 1999 TN14       | 11 października 1999    |
| (70018) 1998 YP9        | 25 grudnia 1998         |
| (70437) 1999 TK6        | 6 października 1999     |
| (70438) 1999 TX6        | 6 października 1999     |
| (70439) 1999 TE7        | 6 października 1999     |
| (70442) 1999 TR9        | 8 października 1999     |
| (70447) 1999 TG14       | 10 października 1999    |
| (71546) 2000 DK2        | 24 lutego 2000          |
| (74812) 1999 TN5        | 1 października 1999     |
| (74813) 1999 TB7        | 6 października 1999     |
| (75986) 2000 DO3        | 28 lutego 2000          |
| (80019) 1999 HL2        | 23 kwietnia 1999        |
| (85843) 1998 YT9        | 25 grudnia 1998         |
| (86206) 1999 TK9        | 7 października 1999     |
| (86207) 1999 TP15       | 7 października 1999     |
| (91274) 1999 DM3        | 18 lutego 1999          |
| (91312) 1999 GE7        | 13 kwietnia 1999        |
| (91593) 1999 TF7        | 6 października 1999     |
| (91594) 1999 TN8        | 6 października 1999     |
| (92623) 2000 QB8        | 25 sierpnia 2000        |
| (97852) 2000 QH6        | 24 sierpnia 2000        |
| (97853) 2000 QM8        | 25 sierpnia 2000        |
| (98120) 2000 SK5        | 22 września 2000        |
| (102220) 1999 TJ8       | 6 października 1999     |
| (102221) 1999 TT9       | 7 października 1999     |
| (118416) 1999 TD9       | 7 października 1999     |
| (118493) 2000 DH3       | 27 lutego 2000          |
| (122307) 2000 QE8       | 25 sierpnia 2000        |
| (122308) 2000 QJ8       | 25 sierpnia 2000        |
| (129886) 1999 TA9       | 7 października 1999     |
| (134578) 1999 TN7       | 7 października 1999     |
| (137309) 1999 TM5       | 1 października 1999     |
| (137310) 1999 TF9       | 7 października 1999     |
| (162493) 2000 QY7       | 25 sierpnia 2000        |
| (162494) 2000 QA8       | 25 sierpnia 2000        |
| (162499) 2000 QZ33      | 26 sierpnia 2000        |
| (168503) 1999 TL8       | 6 października 1999     |
| (173451) 2000 QN8       | 25 sierpnia 2000        |
| (185756) 1999 TM9       | 7 października 1999     |
| (192684) 1999 TW6       | 6 października 1999     |
| (217698) 1999 TG9       | 7 października 1999     |
| (251796) 1999 TO9       | 8 października 1999     |
| (275566) 1999 TL7       | 7 października 1999     |
| 1.                      |                         |

Mario Jurić (ur. 9 lutego 1979 w Zagrzebiu) – chorwacki astronom i astrofizyk, obecnie pracujący w Stanach Zjednoczonych. Ukończył fizykę na Uniwersytecie w Zagrzebiu. W 2007 uzyskał doktorat z astrofizyki na Uniwersytecie Princeton. Pracuje jako profesor astronomii na University of Washington. Jest także członkiem zespołu naukowego pracującego nad budowanym obecnie teleskopem Large Synoptic Survey Telescope, odpowiedzialnym za zarządzanie danymi.
Wraz z Korado Korleviciem odkrył 125 planetoid w latach 1998–2000. Wspólnie odkryli oni także kometę 183P/Korlević-Jurić. Mario Jurić był członkiem zespołu, który w 2003 roku odkrył Wielką Ścianę Sloan, największą znaną wówczas strukturę we Wszechświecie.